# Montgru-Saint-Hilaire
Montgru-Saint-Hilaire település Franciaországban, Aisne megyében. Lakosainak száma 30 fő (2022. január 1.). Montgru-Saint-Hilaire Breny, La Croix-sur-Ourcq, Latilly, Oulchy-la-Ville, Rozet-Saint-Albin és Vichel-Nanteuil községekkel határos.

## Népesség
A település népességének változása:
| Lakosok száma | 42   | 25   | 37   | 34   | 35   | 34   | 32   | 31   | 31   | 30   |
|               | 1968 | 1982 | 1990 | 2006 | 2013 | 2015 | 2017 | 2019 | 2020 | 2022 |